# Oma (Addams Family)
Oma Addams (Engels: Grandmama) is een lid van de fictieve Addams Family bedacht door cartoonist Charles Addams.
Oma's echte naam is onbekend. Ze is het enige personage dat zowel in de strips als de serie naamloos is gebleven. In de originele televisieserie gebruikte ze als waarzegster de namen Madame Bovary, Madame de Pompador en Madame X. In verschillende andere media staat ze bekend als Granny, Grandmama Frump, Esmerelda Frump, Mrs. Eudora Addams of Grandma Addams.

## Familieband
Oma Addams is de grootmoeder van Pugsley en Wednesday. In de originele serie was ze de moeder van Gomez Addams, maar in de animatieseries en films is ze de moeder van Morticia Addams.

## Personage
Oma is een heks en vooral herkenbaar aan haar warrige haar. Ze staat bekend om haar cynische en soms morbide gevoel voor humor en haar belangstelling voor occultisme. Ze is vaak bezig met toverdrankjes en spreuken voor verschillende doeleinden. Verder doet ze aan waarzeggerij. In de originele serie vloog ze ook op een bezemsteel. In de aflevering "Halloween, Addams Style" ontkent ze echter dat ze een heks is. Vermoedelijk ziet de familie haar niet als heks.
Oma's favoriete hobby is worstelen met alligators.
In de originele televisieserie was Oma deels van Franse afkomst; haar betovergrootmoeder was "the Belle of the French Revolution". Zelf was Oma echter geboren in Spanje. Zij en haar man woonden in Spanje tot Gomez zes jaar oud was. Oma was de dochter van Opa Slurp, een tweehoofdige man.
In de andere series en de films is Oma's afkomst niet bekend.

## Actrices
In de originele televisieserie werd Oma Addams gespeeld door Blossom Rock. Blossom was de enige van de cast uit de originele serie die niet meewerkte aan de tv-special Halloween with the Addams Family omdat ze kampte met gezondheidsproblemen. Daarom nam in die special Jane Rose de rol van Oma over.
In de eerste animatieserie deed Janet Waldo Oma's stem. In de tweede animatieserie deed Carol Channing Oma's stem.
Judith Malina speelde Oma Addams in de film The Addams Family. In de sequel, Addams Family Values, nam Carol Kane de rol op zich. In de derde film, Addams Family Reunion, werd de rol vertolkt door Alice Ghostley.
In de meest recente televisieserie, The New Addams Family, vertolkte Betty Phillips de rol van Oma Addams. In 2025 werd de rol vertolkt door Joanna Lumley in de Netflix-serie Wednesday.